# دينوسب
دينوسب هو الاسم التجاري لمبيد أعشاب ينتمي إلى فئة المركبات ثنائية النيتروفينولات وهو مركب 4،6-ثنائي النيتروفينول-2-شق البيوتيل، ويوجد على صورة مادة صلبة بلورية الشكل برتقالية اللون ولا تذوب في الماء بسهولة. تحظر كل من دول الاتحاد الأوروبي والولايات المتحدة الأمريكية استخدام الدينوسب كمبيد للأعشاب بسبب سميته.
يستخدم الدينوسب أيضًا كمثبط للبلمرة في عملية يُشار إليها اختصارًا باسم دي إن بي بي (DNBP)، حيث يمنع الدينوسب البلمرة المستحثة حرارياً للستايرين والمونومرات الأخرى غير المشبعة عند تنقيتها بالتقطير.

## لمحة تاريخية
أكتشف مركب ثنائي نيترو الأورثو كريسول (2،4-دينيترو-6-ميثيل فينول) لأول مرة في ألمانيا عام 1892، وهو مركب كيميائي وثيق الصلة بالدينوسب، واستخدم لأول مرة كمبيد حشري، ثم استخدم لاحقًا كمبيد للأعشاب، وأيضًا كمبيد للفطريات بعد اكتشاف هذه الخصائص. طّور هذا المركب في عام 1945 بحيث استبدلت مجموعة الميثيل الموجودة فيه بمجموعة شق البيوتيل، ومن ثم أنتج مُركب الدينوسب لأول مرة، والذي أظهر تأثيراً ساماً ونشاطاً كبيراً في معدة الحشرات والعث. أصبح الدينوسب متاحًا تجاريًا في عام 1945، وحصل على الموافقة باللاستخدام في الولايات المتحدة الأمريكية بناءً على بيانات السلامة من مختبرات الاختبارات الحيوية الصناعية.
في 13 يناير من عام 1984، فقدت السفينة الدنماركية دانا أوبتيما 80 برميلاً تحتوي على مبيد الدينوسب أثناء رحلتها من مدينة نورث شيلدز في إنجلترا إلى إسبيرغ في الدنمارك، ثم عُثر على 72 برميلاً منها واستعيدت بعد أربعة أشهر. سُحب مبيد الدينوسب من الأسواق في عام 1986 بسبب الربط بينه وبين زيادة خطر حدوث تشوهات خلقية بعد تعرض العاملات الميدانيات للمادة الكيميائية، كما يمكن أن يسبب الدينوسب العقم عند الرجال الذين تعرضوا للمادة الكيميائية.

## الاستخدامات
كان الدينوسب يُستخدم كمبيد أعشاب على نطاق واسع في السابق لمكافحة الحشائش عند إنتاج محاصيل مثل فول الصويا والخضروات والفواكه والمكسرات والحمضيات. ويُعتبر استخدام الدينوسب محظور حاليا في دول الاتحاد الأوروبي والولايات المتحدة الأمريكية بسبب سميته العالية، إلا أنه لا يزال يستخدم في عدد من الدول الأخرى حول العالم، ومن بينها الصين على سبيل المثال، ويتضح ذلك من حقيقة أنه لا يزال يوجد في مياه الأمطار ومياه الشرب. توجد مبيدات أعشاب أخرى أكثر أمانًا من الدينوسب يمكن استخدامها في الوقت الحالي. استخدام الدينوسب أيضًا كمبيد حشري لحماية محاصيل العنب. يُباع الدينوسب والمركبات ثنائية الينيتروفينول الأخرى حاليا عبر شبكة الإنترنت حيث تستخدم كأقراص لإنقاص الوزن، إلا أن هذا الاستخدام يُعتبر خطيراً للغاية، وقد مات الكثير من الناس بسبب جرعة زائدة عرضية من هذه المركبات.